# Dolichovespula arenaria
Dolichovespula arenaria is een vliesvleugelig insect uit de familie van de plooivleugelwespen (Vespidae). De wetenschappelijke naam is gepubliceerd in 1775 door Johan Christian Fabricius.

## Verspreiding
Deze wespensoort is verspreid over de Verenigde Staten en Canada. In het noorden reikt haar leefgebied tot Alaska, terwijl de zuidgrens in de staten New Mexico en Arizona ligt.

## Ecologie
Nesten kunnen gebouwd worden vanaf maart. Deze bevinden zich in de meeste gevallen boven de grond, aan gebouwen of vegetatie, maar worden bij uitzondering ook ondergronds geplaatst. In een nest leven 1000-4000 werksters.
Volwassen exemplaren voeden zich met nectar en rijpe vruchten. De werksters jagen daarnaast om de larven van voedsel te voorzien. Er wordt gejaagd op een ruime variatie aan ongewervelde prooidieren waaronder sprinkhanen, krekels, rupsen, vliegen, netvleugeligen, lieveheersbeestjes en spinnen. Daarnaast wordt soms aas van gewervelden gegeten.
Dolichovespula arenaria is een van de gastheren van de sociale parasiet Dolichovespula arctica.